# Freccia Vallone
La Freccia Vallone (fr.: La Flèche Wallonne) è una corsa in linea di ciclismo su strada maschile che si svolge annualmente in Belgio nella regione della Vallonia. È una delle tre corse classiche delle Ardenne, fa parte del calendario mondiale UCI e, tra il 2005 e il 2007, fece parte del circuito UCI ProTour. Dal 1998 ne esiste anche una versione femminile, che si svolge sullo stesso percorso degli uomini, con un chilometraggio inferiore ma con un identico percorso finale.

## Storia
Nel 2009 la gara è stata vinta da Davide Rebellin, il quale ha replicato i successi del 2007 e 2004, ottenendo così la diciannovesima vittoria italiana in questa competizione. Con questo successo Rebellin eguagliò i tre centri ottenuti da Moreno Argentin, vittorioso nel 1990, 1991 e 1994. L'Italia è la seconda nazione per numero di vittorie dopo i padroni di casa del Belgio, che hanno vinto la corsa ben 38 volte.
Il record di vittorie è detenuto dallo spagnolo Alejandro Valverde, con 5 successi di cui 4 consecutivi (nel 2006 e in seguito dal 2014 al 2017), il quale in totale ha centrato 9 podi (oltre i 5 successi, ha ottenuto 3 volte il secondo posto ed una volta il terzo gradino del podio).

## Percorso
Questa corsa viene da molti considerata la "piccola Liegi-Bastogne-Liegi": il percorso ha infatti caratteristiche molto simili, si svolge in zone limitrofe e la gara viene disputata solitamente 3-4 giorni prima della Liegi, da cui differisce principalmente nel chilometraggio inferiore (200 km circa contro i 260 della Doyenne).
Dopo molti anni in cui la partenza era posta a Charleroi, a partire dal 2013 il via è stato dato da diverse località (a Binche nel 2013, a Bastogne nel 2014, a Waremme nel 2015 e a Marche-en-Famenne nel 2016).
Il percorso della Freccia è lungo circa 200 km, il punto più delicato è il muro di Huy, una salita di un chilometro e trecento metri con una pendenza media del 9,6% e massima del 26% da ripetere tre volte, l'ultima delle quali a poche decine di metri dal traguardo.

## Albo d'oro
Aggiornato all'edizione 2025.
| Anno | Vincitore                                           | Secondo                                             | Terzo                                               |
| ---- | --------------------------------------------------- | --------------------------------------------------- | --------------------------------------------------- |
| 1936 | Philémon De Meersman                                | Alphonse Verniers                                   | Camille Michielsen                                  |
| 1937 | Adolph Braeckeveldt                                 | Marcel Kint                                         | Albert Perikel                                      |
| 1938 | Émile Masson jr.                                    | Sylvère Maes                                        | Cyrille Dubois                                      |
| 1939 | Edmond Delathouwer                                  | Hubert Sijen                                        | Albert Perikel                                      |
| 1940 | non disputata a causa della seconda guerra mondiale | non disputata a causa della seconda guerra mondiale | non disputata a causa della seconda guerra mondiale |
| 1941 | Sylvain Grysolle                                    | Gustave Van Overloop                                | Jacques Geus                                        |
| 1942 | Karel Thijs                                         | Frans Bonduel                                       | Albert Perikel                                      |
| 1943 | Marcel Kint                                         | Georges Claes                                       | Désiré Keteleer                                     |
| 1944 | Marcel Kint                                         | Alberic Schotte                                     | Marcel Quertinmont                                  |
| 1945 | Marcel Kint                                         | Lucien Vlaemynck                                    | André Maelbrancke                                   |
| 1946 | Désiré Keteleer                                     | René Walschot                                       | Edward Van Dijck                                    |
| 1947 | Ernest Sterckx                                      | Maurice Desimpelaere                                | Gustave Van Overloop                                |
| 1948 | Fermo Camellini                                     | Alberic Schotte                                     | Camille Beeckman                                    |
| 1949 | Rik Van Steenbergen                                 | Edward Peeters                                      | Fausto Coppi                                        |
| 1950 | Fausto Coppi                                        | Raymond Impanis                                     | Jan Storms                                          |
| 1951 | Ferdi Kübler                                        | Gino Bartali                                        | Jean Robic                                          |
| 1952 | Ferdi Kübler                                        | Stan Ockers                                         | Raymond Impanis                                     |
| 1953 | Stan Ockers                                         | Ferdi Kübler                                        | Loretto Petrucci                                    |
| 1954 | Germain Derycke                                     | Ferdi Kübler                                        | Jan De Valck                                        |
| 1955 | Stan Ockers                                         | Alphonse Vandenbrande                               | Stanislas Bober                                     |
| 1956 | Richard Van Genechten                               | Sante Ranucci                                       | André Vlayen                                        |
| 1957 | Raymond Impanis                                     | René Privat                                         | Victor Wartel                                       |
| 1958 | Rik Van Steenbergen                                 | Joseph Planckaert                                   | Pierre Everaert                                     |
| 1959 | Jos Hoevenaers                                      | Marcel Janssens                                     | Frans Schoubben                                     |
| 1960 | Pino Cerami                                         | Pierre Beuffeuil                                    | Constant Goossens                                   |
| 1961 | Willy Vannitsen                                     | Jean Graczyk                                        | Frans Aerenhouts                                    |
| 1962 | Henri De Wolf                                       | Pino Cerami                                         | Hans Junkermann                                     |
| 1963 | Raymond Poulidor                                    | Jan Janssen                                         | Peter Post                                          |
| 1964 | Gilbert Desmet                                      | Jan Janssen                                         | Peter Post                                          |
| 1965 | Roberto Poggiali                                    | Felice Gimondi                                      | Tom Simpson                                         |
| 1966 | Michele Dancelli                                    | Lucien Aimar                                        | Rudi Altig                                          |
| 1967 | Eddy Merckx                                         | Peter Post                                          | Willy Bocklant                                      |
| 1968 | Rik Van Looy                                        | José Samyn                                          | Jan Janssen                                         |
| 1969 | Jos Huysmans                                        | Eric De Vlaeminck                                   | Eric Leman                                          |
| 1970 | Eddy Merckx                                         | Georges Pintens                                     | Eric De Vlaeminck                                   |
| 1971 | Roger De Vlaeminck                                  | Frans Verbeeck                                      | Joseph Deschoenmaecker                              |
| 1972 | Eddy Merckx                                         | Raymond Poulidor                                    | Willy Van Neste                                     |
| 1973 | André Dierickx                                      | Eddy Merckx                                         | Frans Verbeeck                                      |
| 1974 | Frans Verbeeck                                      | Roger De Vlaeminck                                  | non assegnato                                       |
| 1975 | André Dierickx                                      | Frans Verbeeck                                      | Eddy Merckx                                         |
| 1976 | Joop Zoetemelk                                      | Frans Verbeeck                                      | Freddy Maertens                                     |
| 1977 | Francesco Moser                                     | Giuseppe Saronni                                    | non assegnato                                       |
| 1978 | Michel Laurent                                      | Gianbattista Baronchelli                            | Dietrich Thurau                                     |
| 1979 | Bernard Hinault                                     | Giuseppe Saronni                                    | Bernt Johansson                                     |
| 1980 | Giuseppe Saronni                                    | Sven-Åke Nilsson                                    | Bernard Hinault                                     |
| 1981 | Daniel Willems                                      | Adrie van der Poel                                  | Guido Van Calster                                   |
| 1982 | Mario Beccia                                        | Jostein Wilmann                                     | Paul Haghedooren                                    |
| 1983 | Bernard Hinault                                     | René Bittinger                                      | Hubert Seiz                                         |
| 1984 | Kim Andersen                                        | William Tackaert                                    | Heddie Nieuwdorp                                    |
| 1985 | Claude Criquielion                                  | Moreno Argentin                                     | Laurent Fignon                                      |
| 1986 | Laurent Fignon                                      | Jean-Claude Leclercq                                | Claude Criquielion                                  |
| 1987 | Jean-Claude Leclercq                                | Claude Criquielion                                  | Rolf Gölz                                           |
| 1988 | Rolf Gölz                                           | Moreno Argentin                                     | Steven Rooks                                        |
| 1989 | Claude Criquielion                                  | Steven Rooks                                        | Wim Van Eynde                                       |
| 1990 | Moreno Argentin                                     | Jean-Claude Leclercq                                | non assegnato                                       |
| 1991 | Moreno Argentin                                     | Claude Criquielion                                  | Claudio Chiappucci                                  |
| 1992 | Giorgio Furlan                                      | Gérard Rué                                          | Davide Cassani                                      |
| 1993 | Maurizio Fondriest                                  | Gérard Rué                                          | Claudio Chiappucci                                  |
| 1994 | Moreno Argentin                                     | Giorgio Furlan                                      | Evgenij Berzin                                      |
| 1995 | Laurent Jalabert                                    | Maurizio Fondriest                                  | Evgenij Berzin                                      |
| 1996 | Lance Armstrong                                     | Didier Rous                                         | Maurizio Fondriest                                  |
| 1997 | Laurent Jalabert                                    | Luc Leblanc                                         | Alex Zülle                                          |
| 1998 | Bo Hamburger                                        | Frank Vandenbroucke                                 | Alberto Elli                                        |
| 1999 | Michele Bartoli                                     | Maarten den Bakker                                  | Mario Aerts                                         |
| 2000 | Francesco Casagrande                                | Rik Verbrugghe                                      | Laurent Jalabert                                    |
| 2001 | Rik Verbrugghe                                      | Ivan Basso                                          | Jörg Jaksche                                        |
| 2002 | Mario Aerts                                         | Unai Etxebarria                                     | Michele Bartoli                                     |
| 2003 | Igor Astarloa                                       | Aitor Osa                                           | Aleksandr Šefer                                     |
| 2004 | Davide Rebellin                                     | Danilo Di Luca                                      | Matthias Kessler                                    |
| 2005 | Danilo Di Luca                                      | Kim Kirchen                                         | Davide Rebellin                                     |
| 2006 | Alejandro Valverde                                  | Samuel Sánchez                                      | Karsten Kroon                                       |
| 2007 | Davide Rebellin                                     | Alejandro Valverde                                  | Danilo Di Luca                                      |
| 2008 | Kim Kirchen                                         | Cadel Evans                                         | Damiano Cunego                                      |
| 2009 | Davide Rebellin                                     | Andy Schleck                                        | Damiano Cunego                                      |
| 2010 | Cadel Evans                                         | Joaquim Rodríguez                                   | Alberto Contador                                    |
| 2011 | Philippe Gilbert                                    | Joaquim Rodríguez                                   | Samuel Sánchez                                      |
| 2012 | Joaquim Rodríguez                                   | Michael Albasini                                    | Philippe Gilbert                                    |
| 2013 | Daniel Moreno                                       | Sergio Henao                                        | Carlos Alberto Betancur                             |
| 2014 | Alejandro Valverde                                  | Daniel Martin                                       | Michał Kwiatkowski                                  |
| 2015 | Alejandro Valverde                                  | Julian Alaphilippe                                  | Michael Albasini                                    |
| 2016 | Alejandro Valverde                                  | Julian Alaphilippe                                  | Daniel Martin                                       |
| 2017 | Alejandro Valverde                                  | Daniel Martin                                       | Dylan Teuns                                         |
| 2018 | Julian Alaphilippe                                  | Alejandro Valverde                                  | Jelle Vanendert                                     |
| 2019 | Julian Alaphilippe                                  | Jakob Fuglsang                                      | Diego Ulissi                                        |
| 2020 | Marc Hirschi                                        | Benoît Cosnefroy                                    | Michael Woods                                       |
| 2021 | Julian Alaphilippe                                  | Primož Roglič                                       | Alejandro Valverde                                  |
| 2022 | Dylan Teuns                                         | Alejandro Valverde                                  | Aleksandr Vlasov                                    |
| 2023 | Tadej Pogačar                                       | Mattias Skjelmose                                   | Mikel Landa                                         |
| 2024 | Stephen Williams                                    | Kévin Vauquelin                                     | Maxim Van Gils                                      |
| 2025 | Tadej Pogačar                                       | Kévin Vauquelin                                     | Thomas Pidcock                                      |

## Statistiche

### Vittorie per nazione
Aggiornato al 2025
| Pos. | Nazione       | Vittorie |
| ---- | ------------- | -------- |
| 1    | Belgio        | 39       |
| 2    | Italia        | 18       |
| 3    | Francia       | 11       |
| 4    | Spagna        | 8        |
| 5    | Svizzera      | 3        |
| 6    | Danimarca     | 2        |
| 6    | Slovenia      | 2        |
| 8    | Australia     | 1        |
| 8    | Germania      | 1        |
| 8    | Lussemburgo   | 1        |
| 8    | Paesi Bassi   | 1        |
| 8    | Stati Uniti   | 1        |
| 8    | Gran Bretagna | 1        |

### Plurivincitori
Un solo corridore ha ottenuto cinque vittorie:
- Alejandro Valverde nel 2006, 2014, 2015, 2016 e 2017.

Cinque corridori hanno ottenuto tre vittorie:
- Marcel Kint nel 1942, 1943 e 1944.
- Eddy Merckx nel 1967, 1970 e 1972.
- Moreno Argentin nel 1990, 1991 e 1994
- Davide Rebellin nel 2004, 2007 e 2009
- Julian Alaphilippe nel 2018, 2019 e 2021

## Musica
Nel 1995 gli Yo Yo Mundi nell'album Bande rumorose dedicano un brano a questa corsa, intitolato Freccia Vallona.